# Església Nova de Pomar
Sant Pau o Església Nova és un antic cobert d'ús agrícola, actualment transformat en església al poble de Pomar al municipi de Ribera d'Ondara (Segarra) inclòs a l'Inventari del Patrimoni Arquitectònic de Catalunya. La precarietat constructiva de la primitiva església de Sant Pau de Narbona de Pomar, va fer necessari traslladar l'espai de culte dins d'un cobert agrícola, que actualment fa les funcions religioses del poble. La campana que actualment és a dins de l'ull de l'espadanya de l'Església Nova prové de l'església de Sant Pau de Narbona. Aquesta està situada en un fort desnivell del terreny, als afores del nucli urbà de Pomar. L'edifici se'ns presenta d'estructura rectangular, capçalera plana i coberta exterior a un vessant. La seva porta d'accés està situada a la façana principal de l'edifici i s'estructura a partir d'un arc rebaixat obrat amb maó. Un campanar d'espadanya d'un ull corona la part superior d'aquesta façana.